# Ella Adaïewsky
Ella Adaïewsky (* 29 ianuarie 1846 St. Petersburg; † 26 iulie 1926 Bonn, cunoscută și ca Elisabeth (von) Schultz sau Elisabeth (von) Schultz-Adaïewsky sau sub pseudonimul Bertramin) a fost o pianistă și compozitoare rusă.